# ATP Challenger Rovereto
Das ATP Challenger Rovereto (offizieller Name: Città di Rovereto) war ein 2023 und 2024 stattfindendes Tennisturnier in Rovereto, Italien. Es war Teil der ATP Challenger Tour und wurde in der Halle auf Hartplatz ausgetragen.

## Siegerliste

### Einzel
| Jahr | Sieger           | Finalgegner          | Ergebnis  |
| ---- | ---------------- | -------------------- | --------- |
| 2024 | Luca Nardi       | Francesco Maestrelli | 6:1, 6:3  |
| 2023 | Dominic Stricker | Giulio Zeppieri      | 7:68, 6:2 |

### Doppel
| Jahr | Sieger                                       | Finalgegner                      | Ergebnis          |
| ---- | -------------------------------------------- | -------------------------------- | ----------------- |
| 2024 | N. Sriram Balaji Rithvik Choudary Bollipalli | Théo Arribagé Francisco Cabral   | 6:3, 2:6, [12:10] |
| 2023 | Victor Vlad Cornea Franko Škugor             | Wladyslaw Manafow Oleh Prychodko | 6:73, 6:2, [10:4] |